# Баш-Льобрегат
Баш-Льобрегат (кат. Baix Llobregat) или Бахо-Льобрегат (исп. Bajo Llobregat) — район (комарка)  в Испании, в автономном сообществе Каталония, входит в провинцию Барселона.

## Муниципалитеты
1. Абрера
2. Бегес
3. Вальирана
4. Виладеканс
5. Гава
6. Кастельви-де-Росанес
7. Кастельдефельс
8. Кольбато
9. Корбера-де-Льобрегат
10. Корнелья-де-Льобрегат
11. Ла-Пальма-де-Сервельо
12. Марторель
13. Молинс-де-Рей
14. Олеса-де-Монтсеррат
15. Пальежа
16. Сан-Андрес-де-ла-Барка
17. Сан-Висенс-дельс-Орс
18. Сан-Жоан-Деспи
19. Сан-Жуст-Десверн
20. Сан-Климен-де-Льобрегат
21. Санта-Колома-де-Сервельо
22. Сант-Бой-де-Льобрегат
23. Сан-Фелиу-де-Льобрегат
24. Сан-Эстеве-Сесровирес
25. Сервельо
26. Торрельес-де-Льобрегат
27. Эль-Папиоль
28. Эль-Прат-де-Льобрегат
29. Эспаррегера
30. Эсплугес-де-Льобрегат